# Roman 111 RD
Roman 111 RD a fost un autobuz produs la uzina Uzina Autobuzul București în perioada 1978–1994, realizat sub licență și inspirat de modelul german MAN 535 HO, fabricat între anii 1962 și 1969.